# Roza Salikhova
Roza Galiamovna Salikhova (russe : Роза Галямовна Салихова), née le 27 septembre 1944 à Nijni Novgorod (RSFS de Russie), est une ancienne joueuse soviétique de volley-ball.
Elle est médaillée d'or aux Jeux olympiques en 1968 et 1972.

## Carrière
Roza Salikhova est double championne olympique lors des Jeux de 1968 puis ceux de 1972 ainsi que championne du monde lors des Mondiaux 1970 et double championne d'Europe en 1967 et 1971.
Elle est intronisée au Volleyball Hall of Fame en 2014.

## Palmarès

### Équipe nationale
- Jeux olympiques
  -  1968 à Mexico.
  -  1972 à Munich.

- Championnat du monde
  -  1970 à Varna.
  -  1974 à Mexico.

- Championnat d'Europe
  -  1967 à Izmir.
  -  1971 à Reggio d'Émilie.

### En club
- Ligue des champions[3]
  - Vainqueur : 1970, 1971, 1972, 1974, 1975, 1977.
  - Finaliste : 1973.
- Championnats d'Union soviétique[3]
  - Vainqueur : 1970, 1971, 1972, 1973, 1975, 1977.
  - Finaliste : 1974